# Turbo & Tacho
Turbo & Tacho è un film per la televisione del 2013, spin-off della serie televisiva Squadra Speciale Cobra 11. 
Il film, inizialmente concepito per essere l'episodio pilota di una nuova serie
, è stato trasmesso da RTL il 7 febbraio 2013 e ha per protagonisti gli omonimi poliziotti, già apparsi in due episodi della serie madre.